# سلطة ضبط السمعي البصري
سلطة ضبط السمعي البصري في الجزائر (بالفرنسية:Autorité de Régulation de l’Audiovisuel) وتسهر السلطة على احترام مطابقة أي برنامج سمعي بصري كيفما كانت وسيلة بثه للقوانين والتنظيمات سارية المفعول وضمان احترام الحصص الدنيا المخصصة للإنتاج السمعي البصري الوطني والتعبير باللغتين الوطنيتين. كما تتمثل مهامها في الرقابة بكل الوسائل المناسبة على موضوع ومضمون وكيفيات برمجة الحصص الاشهارية.

## مهام السلطة
تقوم سلطة ضبط السمعي البصري أساسا بالمهام التالية:
- السهر على حرية ممارسة النشاط السمعي البصري، ضمن الشروط المحددة في القانون والتشريع والتنظيم الساري المفعول.
- السهر على عدم تحيز الأشخاص المعنوية التي تستغل خدمات الاتصال السمعي البصري التابعة للقطاع العام.
- السهر على ضمان الموضوعية والشفافية.
- السهر على ترقية اللغتين الوطنيتين والثقافة الوطنية ودعمها.
- السهر على احترام التعبير التعددي لتيارات الفكر والرأي بكل الوسائل الملائمة في برامج خدمات البث الإذاعي والتلفزيوني لاسيما خلال حصص الإعلام السياسي والعام.
- السهر على أن تعكس أصناف البرامج التي يقدمها ناشر وخدمات الاتصال السمعي البصري التنوع الثقافي الوطني.
- السهر على احترام الكرامة الإنسانية.
- تسهيل وصول الأشخاص ذوي العاهات البصرية و/ أو العاهات السمعية إلى البرامج الموجهة للجمهور من طرف كل شخص معنوي يستغل خدمة اتصال سمعي البصري.
- السهر الدائم على تثمين حماية البيئة وترقية الثقافة البيئية والمحافظة على صحة السكان.
- السهر على ألا يؤدي البث الحصري للأحداث الوطنية ذات الأهمية القصوى المحددة عن طريق التنظيم إلى حرمان جزء معتبر من الجمهور من إمكانية متابعتها على المباشر أو غير المباشر عن طريق خدمة تلفزيونية مجانية.

تتمتع سلطة ضبط السمعي البصري قصد أداء مهامها بالصلاحيات الآتية:

### في مجال الضبط
- تدرس طلبات إنشاء خدمات الاتصال السمعي البصري، وتبت فيها.
- تخصيص الترددات الموضوعية تحت تصرفها من طرف الهيئة العمومية المكلفة بالبث الإذاعي والتلفزي، من أجل إنشاء خدمات الاتصال السمعي البصري الأرضي، في إطار الإجراءات المحددة في هذا القانون.
- تطبق القواعد المتعلقة بشروط الإنتاج والبرمجة، وبث حصص التعبير المباشر بالإضافة إلى حصص الوسائط السمعية البصرية، خلال الحملات الانتخابية، طبقا للتشريع والتنظيم ساريي المفعول.
- تطبق كيفيات بث البرامج المخصصة للتشكيلات السياسية والمنظمات الوطنية النقابية والمهنية المعتمدة.
- تحدد الشروط التي تسمح لبرامج الاتصال السمعي البصري باستخدام الإشهار المقنع للمنتوجات أو بث حصص الاقتناء عبر التلفزيون.
- تحدد القواعد المتعلقة ببث البيانات ذات المنفعة العامة الصادرة عن السلطات العمومية.
- تعد وتصادق على نظامها الداخلي.

### في مجال المراقبة
- تسهر على احترام مطابقة أي برنامج سمعي بصري كيفما كانت وسيلة بثه للقوانين والتنظيمات سارية المفعول.
- تراقب بالتنسيق مع الهيئة العمومية المكلفة بتسيير طيف الترددات الراديوية ومع الهيئة المكلفة بالبث الإذاعي والتلفزي، استخدام ترددات البث الإذاعي بغرض اتخاذ الإجراءات الضرورية لضمان استقبال جيد للإشارات.
- تتأكد من احترام الحصص الدنيا المخصصة للإنتاج السمعي البصري الوطني والتعبير باللغتين الوطنيتين.
- تمارس الرقابة بكل الوسائل المناسبة على الموضوع والمضمون وكيفيات برمجة الحصص الاشهارية.
- تسهر على احترام المبادئ والقواعد المطبقة على النشاط السمعي البصري وكذا تطبيق دفاتر الشروط.
- تطلب عند الضرورة من ناشري وموزعي خدمات الاتصال السمعي البصري أية معلومة مفيدة لأداء مهامها.
- تجمع كل المعلومات الضرورية من الإدارات والهيئات والمؤسسات دون الخضوع لأية حدود غير تلك المنصوص عليها في التشريع والتنظيم الساري المفعول، وذلك من أجل إعداد أرائها وقراراتها.

### في المجال الاستشاري
- تبدي الآراء في الإستراتيجية الوطنية لتنمية النشاط السمعي البصري
- تبدي رأيها في كل مشروع نص تشريعي أو تنظيمي يتعلق بالنشاط السمعي البصري
- تقدم توصيات من أجل ترقية المنافسة في مجال الانشطة السمعية البصرية
- تشارك في إطار الاستشارات الوطنية، في تحديد موقف الجزائر في المفاوضات الدولية حول الخدمات البث الإذاعي والتلفزيوني المتعلقة خاصة بالقواعد العامة لمنح الترددات.
- تتعاون مع السلطات أو الهيئات الوطنية أو الأجنبية، التي تنشط في نفس المجال.
- تبدي آراء أو تقدم اقتراحات حول تحديد اتاوات استخدام الترددات الراديوية، في الحزمات الممنوحة لخدمة البث الإذاعي.
- تبدي رأيها بطلب من أي جهة قضائية، في كل نزاع يتعلق بممارسة نشاط السمعي البصري.

### في مجال تسوية النزاعات
- التحكيم في النزاعات بين الأشخاص المعنويين الذين يستغلون خدمة سمعي بصري سواء فيما بينهم أو مع المستعملين.
- تحقق في الشكاوى الصادرة عن الأحزاب السياسية والتنظيمات النقابية و/ أو الجمعيات، وكل شخص طبيعي أو معنوي آخر يخطرها بانتهاك القانون من طرف شخص معنوي يستغل خدمة للاتصال السمعي البصري.
- تمتد مهام وصلاحيات سلطة الضبط السمعي البصري إلى النشاط السمعي البصري عبر الإنترنت

## هيكلة السلطة

### مجلس السلطة
تتكون سلطة ضبط السمعي البصري من تسعة (9) أعضاء معينون بمرسوم رئاسي على النحو الآتي
- خمسة (5) أعضاء من بينهم الرئيس يختارهم رئيس الجمهورية
- عضوان (2) غير برلمانيان يقترحان من طرف رئيس مجلس الأمة.
- عضوان (2) غير برلمانيان يقترحان من طرف رئيس المجلس الشعبي الوطني.
- يتم اختيار أعضاء سلطة ضبط السمعي البصري بناء على كفاءتهم وخبرتهم واهتمامهم بالنشاط السمعي البصري لعهدة تحدد بست (6) سنوات غير قابلة للتجديد ولا يفصل أي عضو إلا في الحالات المنصوص عليها قانونا.

### أعضاء مجلس السلطة
رؤساء سلطة الضبط
- ميلود شرفي 21 سبتمبر 2014

- زواوي بن حمادي 2016 - 25 ماي 2019[2]

- زينة عبد الرزاق 01 ماي 2019 إلى 11 يناير 2020
- محمد لوبر 11 يناير 2020[3]

عين رئيس الجمهورية بتاريخ 19 يونيو 2016 أعضاء أول تشكيلة للسلطة ضبط السمعي البصري على النحو التالي:
- السيد زواوي بن حمادي، رئيسا.
- السيد زهير إحدادن، عضوا.
- السيد زعيم خنشلاوي، عضوا.
- السيد عبد المالك حويو، عضوا.
- السيد أحمد بيوض، عضوا.
- السيدة عائشة قسول، عضوا.
- السيد عبد الرزاق زوينة، عضوا.
- السيد غوتي مكامشة، عضوا.
- السيد لطفي شريط، عضوا.

## عمل المجلس
سير المداولات
تتداول سلطة ضبط السمعي البصري في حضور خمسة أعضاء على الأقل وتتخذ قراراتها بالأغلبية المطلقة للأعضاء الحاضرين وفي حالة تساوي عدد الأصوات يكون صوت الرئيس مرجحا. مداولات وقرارات سلطة ضبط السمعي البصري تتم باللغة الوطنية الرسمية، كما يمكن الطعن في هذه القرارات طبقا للتشريع الساري المفعول
استقلالية وتحفظ الأعضاء
في إطار ضمان استقلالية الأعضاء، يضمن قانون السمعي البصري عدم إمكانية فصل الأعضاء خلال تأدية عهدتهم إلا في الحالات التي ينص عليها في المادة 67 منه. كما تتنافى مهامهم مع كل عهدة انتخابية أو وظيفة عمومية أو أي نشاط مهني أو مسؤولية تنفيذية في حزب سياسي ماعدا المهام المؤقتة في التعليم العالي والإشراف في البحث العلمي
يتحصل رئيس وأعضاء سلطة ضبط السمعي البصري خلال عهدتهم على تعويضات محددة بموجب مرسوم، في المقابل يتقيد الأعضاء بجملة من الالتزامات لاستبعاد أي تعارض مصالح سيما التزام عدم تقاضي العضو أتعابا أو أي مقابل آخر خلال فترة عهدته أو امتلاك مصالح في مؤسسة سمعية بصرية أو سينمائية أو في مؤسسة للنشر أو للصحافة أو للإشهار أو للاتصالات بصفة مباشرة أو غير مباشرة، وعلى هذا الأساس يتعين على أعضاء سلطة ضبط السمعي البصري تقديم تصريحات بالممتلكات والمداخيل للجهات المختصة. يمنع على كل عضو في سلطة ضبط السمعي البصري ممارسة نشاط له علاقة بأي نشاط سمعي بصري خلال السنتين المواليتين لنهاية عهدته
يلتزم أعضاء سلطة ضبط السمعي البصري طيلة عهدتهم وفي السنتين المواليتين لانتهاء مهامهم بالامتناع عن اتخاذ أي موقف علني حول المسائل التي تداولت بشأنها سلطة ضبط السمعي البصري أو التي طرحت عليهم في إطار ممارسة مهامهم
طبقا لأحكام قانون العقوبات يتقيد أعضاء سلطة ضبط السمعي البصري بالسر المهني بشأن الوقائع والأعمال والمعلومات التي قد يطلعون عليها بحكم مهامهم طيلة ممارستهم لمهامهم ووظائفهم.

## وصلات خارجية
- الموقع الرسمي